# Speech Application Programming Interface
Das Speech Application Programming Interface (SAPI) ist eine Programmierschnittstelle zur Sprachsynthese und Spracherkennung unter dem Betriebssystem Windows samt Sprachausgabe von Sprachausgaben in der Muttersprache bzw. anderen Sprachen.
Das SAPI-Paket gehört in den englischen, chinesischen und japanischen Windows-Versionen (ab Windows 2000) zum Lieferumfang, jedoch ist eine nachträgliche Installation von Sprachausgaben in der eigenen bzw. gewünschten Sprache auf allen Windows-Systemen möglich. Dazu bieten verschiedene Unternehmen unterschiedliche Erweiterungen an. Ab Windows 8.0 wird auch für deutsche Benutzer eine Sprachausgabe mitgeliefert, die über die SAPI-Schnittstelle (SAPI5) angesteuert werden kann. Ab Windows 10 gibt es die sogenannten Onecore-Stimmen, wobei sich hier keine weiteren Stimmen nachträglich installieren lassen. Allerdings ist weiterhin SAPI in Version 5 installiert, sodass sich Stimmen installieren und nutzen lassen, welche die Speech API ansteuern.

## Versionen
Die aktuelle Hauptversion ist SAPI 5. Der Unterschied zu der älteren SAPI-4-Version sind aus Benutzersicht die geringere Anzahl von kostenlosen Sprachen für SAPI 5.
Microsoft stellt mit dem Microsoft Reader und dessen „Text zu Sprache“-Erweiterungen kostenlos folgende Sprachen für SAPI 5 zur Verfügung:
- Englisch
- Französisch
- Deutsch
- Italienisch (nur Reader)
- Spanisch (nur Reader)

Diese Erweiterung der SAPI setzt das Microsoft Speech SDK voraus.